# Schutzpolizei (Weimarer Republik)

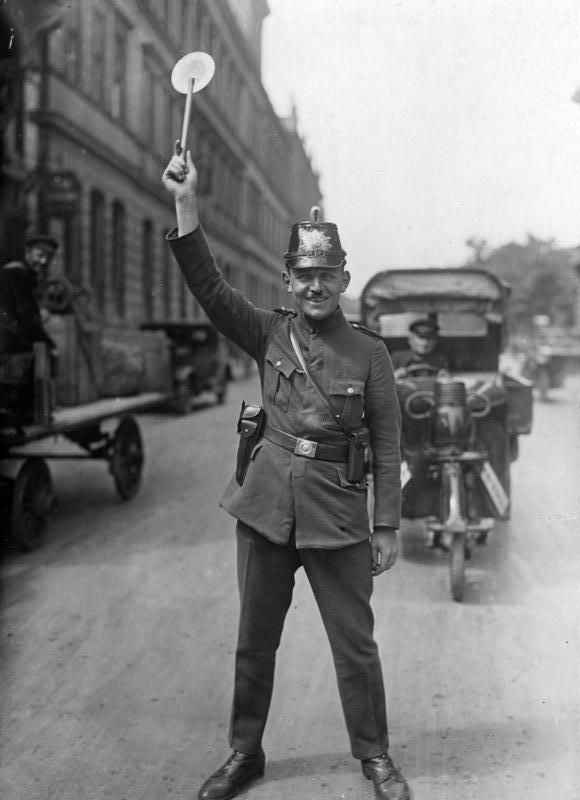
Verkehrsposten der Berliner Schutzpolizei 1924

Die Schutzpolizei in der Weimarer Republik (Schupo) war als Organisationseinheit Teil der einzelnen Polizeien der Länder im Deutschen Reich zur Zeit der Weimarer Republik.

## Aufgaben
Hauptaufgabe der Schutzpolizei war die Aufrechterhaltung der öffentlichen Sicherheit und Ordnung innerhalb des zugewiesenen Schutzbereiches. Die Schutzpolizei dienten als Personalreservoir für den polizeilichen Einzeldienst (z. B. Streifendienst und Verkehrsüberwachung) und wurden auch in die gewaltsamen Auseinandersetzungen in der Weimarer Republik zwischen rechts- und linksextremen Gruppierungen hineingezogen.

## Geschichte

### Vorgeschichte
In den deutschen Ländern gab es im 19. Jahrhundert in der Regel die kommunalen Polizeien in großen Städten, die in Städte, Gemeinden und Landkreise abgeordneten Gendarmen, die bis 1919 als Militärangehörige galten und die staatliche Polizei. Schon im Jahr 1820 wurde in Berlin die Berufsbezeichnung Kriminalkommissar eingeführt. Am 23. Juni 1848 wurde durch König Friedrich Wilhelm IV. die Gründung der Königlichen Schutzmannschaft zu Berlin angeordnet. Die Aufgabe der Schutzmannschaft war der Straßenaufsichtsdienst und das Vorgehen in „geschlossener Masse“. Hierbei wollte man so zivil als möglich auftreten, da sich der übertrieben harte Einsatz der Garderegimenter wie bei den März-Unruhen nicht wiederholen sollte. Diese Schutzmannschaft gilt bis heute als Vorläufer der Schutzpolizei. Die organisatorische Trennung zwischen der Schutz- und Kriminalpolizei im Königreich Preußen erfolgte jedoch erst 1872, was später in anderen Teilen Deutschlands übernommen wurde. So wurde z. B. in München die dortige Gendarmeriekompanie 1898 ebenfalls zur Schutzmannschaft umgewandelt und als „Zivilinstitut“ der staatlichen Polizeidirektion unterstellt. Die Bezeichnung „Schutzmannschaft“ wurde so für die unteren Ränge der für die öffentliche Sicherheit zuständigen uniformierten Polizei in den Städten üblich.

### Bildung in der Weimarer Republik
Neben den bereits in der Kaiserzeit bestehenden Schutzmannschaften wurden Ende 1919 in den meisten deutschen Ländern auch Sicherheitspolizeien (Sipo) aufgestellt und waren Mitte 1920 einsatzbereit. Sie waren als paramilitärische Polizeitruppe geplant und größtenteils vom Reich finanziert. Am 8. September 1919 demonstrierten 2500 Beamte der Schutzmannschaften aus ganz Deutschland mit dem Reichsverband der deutschen Polizei gegen den Aufbau der Sipo.
Bereits im Laufe des Jahres 1920 wurden die Sicherheitspolizeien aufgrund französischer Proteste aufgelöst und in Preußen, Sachsen und Württemberg mit den Schutzmannschaften zur Schutzpolizei zusammengeführt. In Bayern wurde die Sipo ab November 1920 in „Bayerische Landespolizei“ umbenannt. Der zivile Polizeiapparat bestand dagegen aus Gendarmerie, staatlichen Schutzmannschaften und den Gemeindepolizeien. In Hessen wurde der Begriff Sicherheitspolizei beibehalten, in Mecklenburg-Strelitz wurde die Sicherheitspolizei in Staatspolizei umbenannt. Da die Hoheit über die Polizei bei den Ländern lag, war die Bezeichnung der Schutzpolizeien in der Weimarer Republik auch anderswo teilweise abweichend:
- Ordnungspolizei (Orpo): in Hamburg, Oldenburg, Lübeck, Anhalt und Mecklenburg-Schwerin
- Landespolizei: Thüringen (ab 1931 auch Schutzpolizei) in den Städten Gera, Jena Weimar, Gotha und Zella-Mehlis gab es dazu Stadtpolizeikommandos mit Straßen- und Kriminalpolizei.

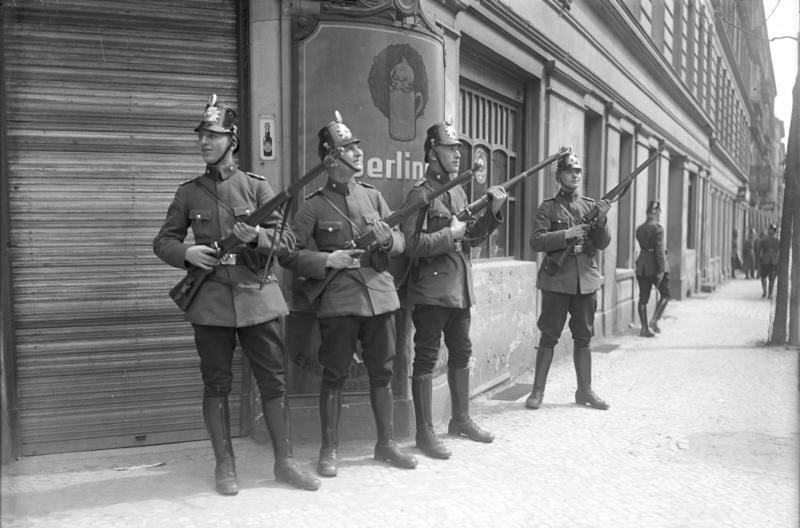
Bewaffnete Schutzpolizei bei den Mai-Unruhen

- Gruppenpolizei: Baden[5]
- Staatspolizei: Bayern (ab 1928)[6]

### Situation in Preußen
In Preußen wurde die Polizei nach dem Ersten Weltkrieg von dem Verwaltungsjuristen und späteren Staatssekretär Wilhelm Abegg neu organisiert. Die Schutzpolizei kam bereits 1921 während der Märzkämpfe in Mitteldeutschland zum Einsatz. Mit Erlass vom 12. Dezember 1928 wurde die preußische Polizei einheitlich in eine Verwaltung-, Schutz- und Kriminalpolizei gegliedert. Die Beamten der preußischen Schutzpolizei unter der Führung des langjährigen preußischen Innenministers Carl Severing galten als „republikanische Schutztruppe“. Der als sogenannter „Blutmai“ in die Geschichte eingegangene Frühling 1929 führte zur Verschlechterung der Beziehung zwischen der Bevölkerung und der Polizei im Allgemeinen. Bei den Unruhen vom 1. bis 3. Mai 1929 in Berlin wurden zahlreiche Demonstranten und Unbeteiligte durch die Polizei getötet oder verletzt. Eine amtliche Untersuchung der Polizeiübergriffe fand nicht statt, kein Polizist wurde angeklagt. Mit dem Altonaer Blutsonntag (17. Juli 1932) kam es zur Absetzung der demokratisch legitimierten Landesregierung im sogenannten Preußenschlag. Per Verordnung setzte sich Reichskanzler von Papen zum Reichskommissar für Preußen ein und erklärte die Regierung Preußens für abgesetzt. Damit kam auch die Preußische Schutzpolizei unter Kontrolle des Reiches.

### Polizeiausbildung der preußischen Schutzpolizei
Die Ausbildung der Anwärter erfolgte an Provinzialpolizeischulen.  Bis 1926 entstanden die folgenden Schulen.
| Standort                 | für Provinz        |
| ------------------------ | ------------------ |
| Brandenburg an der Havel | Groß-Berlin        |
| Burg                     | Sachsen            |
| Frankenstein             | Schlesien          |
| Sensburg                 | Ostpreußen         |
| Treptow                  | Pommern            |
| Bonn                     | Rheinprovinz       |
| Münster                  | Westfalen          |
| Hannoversch Münden       | Hessen-Nassau      |
| Hildesheim               | Hannover           |
| Kiel                     | Schleswig-Holstein |

Weiterhin gab es Fachschulen in Berlin für Sanitätsdienst, Technik und Verkehr und eine Hufbeschlagschule.

#### Ausbildungsinhalt für die Wachtmeisterlaufbahn
Die Ausbildung an den Polizeischulen für die Anwärter dauert ein Jahr, danach wurde die polizeifachliche Ausbildung in den Polizei-Bereitschaften weitergeführt.
- Körperschulung (Sport, Schwimmen)
- Waffenausbildung
- Polizeifachunterricht (Berufskunde, Staatskunde, Polizeikunde, Strafrechtskunde)
- Allgemeinbildender Unterricht (Deutsch, Naturkunde, Arbeitskunde, Geschichte, Erkunde, Rechnen)

### Drittes Reich
Nach der Machtübernahme der Nationalsozialisten wurde die Polizei in die Sicherheitspolizei (Sipo) und die Ordnungspolizei (Orpo) unter dem Kommando von Polizeigeneral Kurt Daluege überführt, welche für die Wahrung der öffentlichen Sicherheit und Ordnung zuständig war. Die Orpo gliederte sich ihrerseits in die Schutzpolizei (Schupo), die Gemeindepolizeien und die Gendarmerie, später auch die Feuerwehr als Feuerlöschpolizei.